# Nähmaschinenteile AG

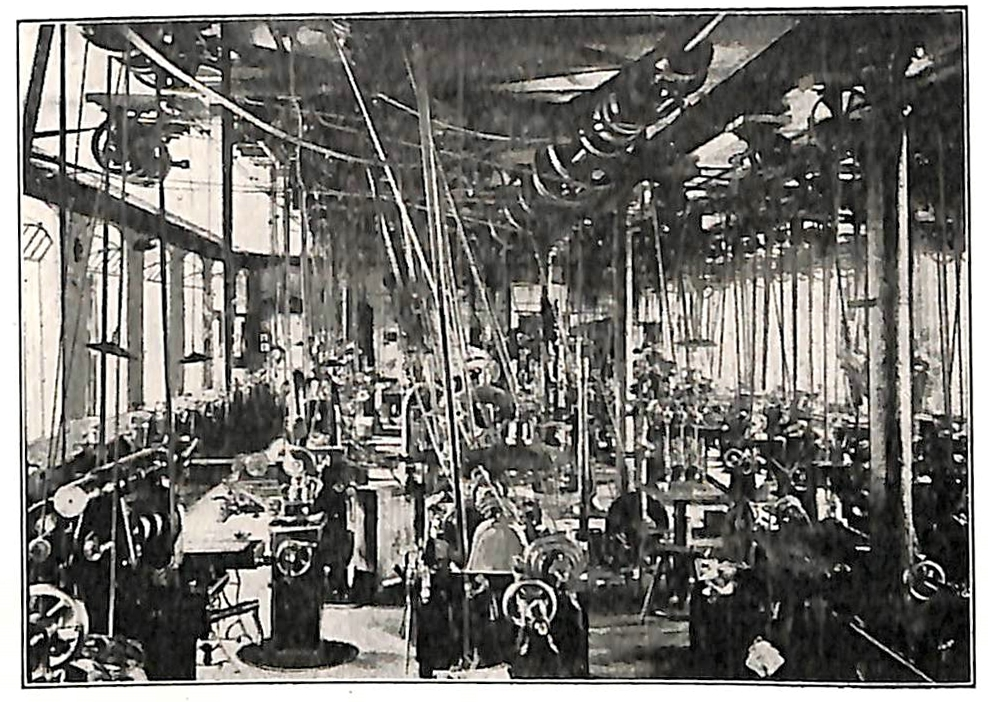
Schreibmaschinenteilefertigung bei G. Schmidt (um 1913)

Die Nähmaschinenteile AG (auch Nähmaschinen-Teile AG, Nähmatag, gegründet 1918) war 1935 der größte Arbeitgeber der heutigen Stadt Radebeul. Damals hatte die Kötzschenbrodaer Fabrik auf der Kötitzer Straße 17–23 etwa 1000 Mitarbeiter. Weitere 200 arbeiteten in der Dresdner Fabrik.
Die Nähmaschinenteile AG war durch die Fusion der Unternehmen Würker & Knirsch sowie G. Schmidt entstanden.

## G. Schmidt
Der Mechaniker Gustav Schmidt gründete 1868 in Dresden eine Firma zur Fertigung von Nähmaschinenschiffchen. 1896 erwarb das Unternehmen G. Schmidt das Areal der Höppnerschen Ziegelei in Kötzschenbroda, woraufhin 1897 der Firmensitz der Schiffchenfabrik von seinem Inhaber Julius Scheffler dorthin verlagert wurde. Die neu errichteten Fabrikgebäude konnten ab 1898 genutzt werden. Dort waren etwa 300 moderne Werkzeugmaschinen aufgestellt sowie zwei Friktionspressen. Der „weltweit bekannte Spezialbetrieb“ war neben der Fertigung von Nähmaschinenschiffchen auf die Herstellung von „Bestandteilen für alle auf dem Markt befindlichen Systeme von Haushalts-, Gewerbe- und Industrienähmaschinen spezialisiert“. Das Unternehmen entwickelte sich innerhalb eines Jahrzehnts zum zeitweise größten Industriebetrieb der Lößnitzortschaften.

## Würker & Knirsch

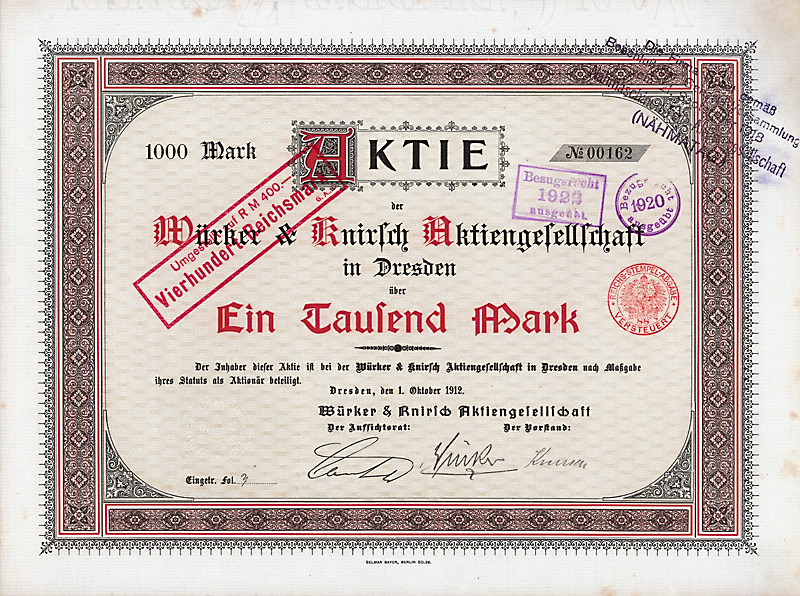
Aktie über 1000 Mark der Würker & Knirsch AG vom 1. Oktober 1912

Die Würker & Knirsch AG wurde 1912 in Dresden gegründet. Auf der Barbarastraße 43 in Pieschen wurden auch Nähmaschinen-Schiffchen hergestellt. 

## Nach der Fusion

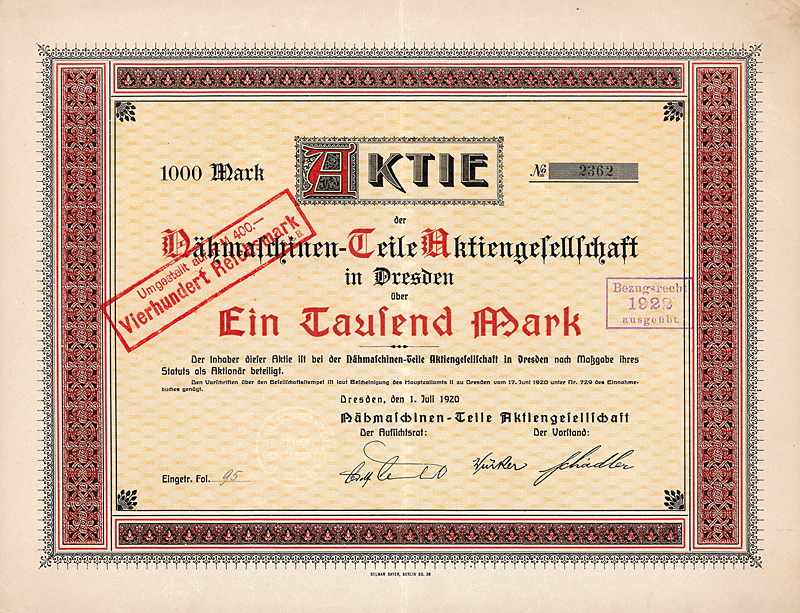
Aktie über 1000 Mark der Nähmaschinen-Teile AG vom 1. Juli 1920

Das 1918 aus Würker & Knirsch sowie G. Schmidt zusammengeschlossene Unternehmen Nähmaschinen-Teile-Aktien-Gesellschaft Dresden wurde in Dresden, später in Leipzig an der Börse notiert. Als Markenzeichen diente das Kürzel Nähmatag GS. Die Produktion des Unternehmens wurde hauptsächlich exportiert.
Nach Zwangsverwaltung und Demontage im Jahr 1945 folgte 1946 ein Neuanfang mit anfänglich 106 Beschäftigten.
1953 wurde der Firmensitz nach Aachen verlegt. 1955 wurde dieser Teil des Unternehmens in Nämatag Nähmaschinenteile GmbH, Aachen umbenannt.
Der ostdeutsche Teil konzentrierte sich als Werk 2 der Nähmaschinenteilewerke Dresden (umgangssprachlich „Schiffchenfabrik“, „Schiffelbude“) auf Teile für Industrienähmaschinen. Dieser Teil wurde 1990 von der Treuhandanstalt stillgelegt; die Gebäude in Radebeul-Kötzschenbroda verfielen zusehends. Es wurde geplant, auf dem 7000 Quadratmeter großen Areal durch Konversion Wohnungen zu errichten. 2007 erfolgte der Beschluss zur Aufstellung eines vorhabenbezogenen Bebauungsplans zur „Umnutzung der ehemaligen Nähmaschinenfabrik“. Aufgrund der immer weiter verfallenden alten Bausubstanz ließ sich das Vorhaben nicht realisieren. 2012 wurde daher das Areal weiterverkauft und dann durch den neuen Eigentümer beräumt. Dazu gehörte auch die Sprengung des zugehörigen Industrieschornsteins am 18. Januar 2013. Im Jahr 2014 stehen die geplanten sieben freistehenden Mehrfamilienhäuser. Der Planungsbeschluss wurde zwischenzeitlich aufgehoben, da an jener Stelle keine alte Industriearchitektur mehr zur Umwandlung vorhanden ist.